# ایومو هیرانو
ایومو هیرانو (انگلیسی: Ayumu Hirano؛ زادهٔ ۲۹ نوامبر ۱۹۹۸) ورزشکار اسنوبردسواری اهل ژاپن است.
وی در مسابقات کشوری و بین‌المللی در مجموع برندهٔ ۲ مدال طلا، ۳ مدال نقره شده‌است.